# Lo que es el amor
Lo que es el amor  é uma telenovela mexicana exibida pela Azteca e produzida por Alicia Carvajal em 2001. 
É um remake da telenovela Hombres, produzida pela RCN em 1977.
Foi protagonizada por Claudia Ramírez e Leonardo García com antagonização de Fernando Luján.

## Enredo
Tania Lomelí sempre lutou para chegar até onde se encontra. Apesar de viver em uma sociedade onde impera todavia o chamado "Reino dos homens", Tania se ha aberto caminho, com essa inteligencia e com esse esforço indômito que a caracteriza, em um mundo que não aceita que as mulheres triunfem por cima dos homens.
Esta historia começa quando Tania é nomeada Secretaria Geral da Bolsa de Valores e tem que enfrentar  uma tarefa que parece impossível: ganhar o respeito e a confiança dos executivos aos que terá que guiar e com eles que terá que trabalhar. No entanto, tudo muda quando, entre os corredores de bolsa, conhece a Román Castellanos, e surge então uma atração imediata entre ambos.

## Elenco
- Claudia Ramírez ........ Tania Lomeli
- Leonardo García ........ Roman Castellanos
- Fernando Luján .......... Emiliano Lomeli
- Verónica Langer ........ Jackie Lomeli
- José Alonso ........ Fausto Ocampo
- Christian Meier ......... Efren Villarreal
- Víctor González ........ Pablo Rivas
- Michel Brown ........ Christian Ocampo
- Mark Tacher ........ Tadeo Márquez
- Patricia Llaca ........ Alex Palacios
- Víctor Huggo Martin ........ Tomas Cantu
- Anna Ciocchetti ........ Anabel Cantu
- Adriana Louvier ........ Julieta Rivas
- Romina Castro ........ Clarita
- Raúl Arrieta ........ Gonzalez
- Mónica Dionne ........ Isela Guzman
- Roberto Medina ........ Moises
- Guillermo Murray ........ Octavio Castellanos
- Elsa Aguirre ........ Abril Castellanos
- Martha Navarro ........ Doña Adriana
- Lisardo ........ Kuri Habib
- Fernando Sarfatti ........ Joaquin
- Montserrat Ontiveros ........ Nora
- Francisco de la O ........ Edson Duran
- Gabriela de la Garza ........ Ximena
- Roberto Sosa ........ Camilo
- Eduardo Victoria ........ Carlos
- Gabriela Canudas .......... Adriana
- Carlos Torres Torrija .......... Francisco
- Héctor Arredondo .......... Rene
- Alejandra Prado .......... Catalina
- Issabella Camil .......... Gloria Ocampo